# Guiné Britânica
A Guiné Britânica (em inglês British Guinea), ou Colónia de Bolama e Rio Bolama, foi uma colónia do Reino Unido na África ocidental. Sua capital estava na cidade de Bolama.
A colónia foi fundada em 1792, porém foi incorporada, após arbitragem, à Guiné Portuguesa em 1870. Compreendia basicamente as ilhas adjacentes à ilha de Bolama, no Arquipélago dos Bijagós, e as faixas de terra às margens do rio Buba.
Os seus territórios são actualmente componentes da nação independente Guiné-Bissau.

## História
A Guiné já estava sendo gradativamente explorada pelos portugueses desde 1490 em Cacheu, desde 1615 em Bafatá, desde 1641 em Farim e desde 1697 em Bissau. Aquela altura, todas as terras ao norte do rio Geba já estavam claramente sob o domínio lusitano. Porém, Portugal só se interessou pela ilha de Bolama em 1753, e mesmo assim não conseguiu a colonizar de fato.

### Início da colonização britânica
A fraca presença presença portuguesa na ilha de Bolama e no Arquipélago dos Bijagós fez com que, em 10 de maio de 1792, dois oficiais da Armada Britânica, os tenentes Philip Beaver e Henry Dalrymple, que conheciam a região por ali terem participado em operações navais, lançassem em Londres uma subscrição destinada a fundar uma colónia-modelo na ilha de Bolama, ao tempo escassamente habitada e aparentemente disponível para colonização europeia. Após a desistência de Darlymple, Filippe Beaver, em 27 de julho de 1792, comprou as terras de Bolama do rei de Canhabaque. Após a aquisição, funda uma feitoria com 275 britânicos, na Ponta Oeste, actual Bolama de Baixo, tornando-se o primeiro governante da Guiné Britânica. Em 29 de novembro do mesmo ano ele e os colonos abandonam a povoação. Bolama passa a servir como costa de paragem dos navios britânicos que navegavam entre a Gâmbia e Serra Leoa.
Em 1816 Joseph Scott monta uma expedição para povoação de Bolama, mas, para sua surpresa, encontra tenaz resistência de bijagós que haviam começado a repovoar a ilha, seguindo para a Serra Leoa.

### Surgimento e evolução da questão de Bolama
Em 24 de junho de 1827 o governador colonial britânico da Serra Leoa Neil Campbell, numa expedição a ilha de Bolama e ao Rio Grande de Buba, assina com os régulos de Bolola e Guínala tratados de ratificação da posse de Bolama. Porém, em oposição aos britânicos, menos de um ano depois, em 12 de julho de 1828, o régulo Damião, de Canhabaque, e representantes do régulo Fabião, dos beafadas, assinam um tratado que autoriza a ocupação de Bolama pelos portugueses. Em 9 de maio de 1830 Joaquim António de Mattos inicia a ocupação militar portuguesa de Bolama, a primeira colónia permanente lusitana na ilha. Esta colónia dá espaço para a montagem de feitorias escravagistas na ilha. A colonização portuguesa e o comércio de escravos gera grandes protestos dos britânicos.
Entre 1838 e 1859 os britânicos atacam seguidamente as feitorias portuguesas, as embarcações de escravos e as posições militares, gerando a Questão de Bolama, um conflito militar e diplomático sobre a anexação da região às possessões coloniais britânicas na Serra Leoa. Alguns desses ataques conseguiram ocupar brevemente a ilha, ora libertando escravos, ora aprisionando soldados portugueses, num conflito sem precedentes nas relações entre Portugal e a Grã-Bretanha, superada em dimensão diplomática (porém não em escalada militar) posteriormente somente pela contenda do Mapa Cor-de-Rosa.
Em fevereiro de 1859 os britânicos fizeram seu último e mais destruidor ataque às fortificações e feitorias lusitanas em Bolama, fazendo os portugueses abandonarem a ilha. Assim, em 10 de maio de 1860, o governador colonial britânico da Serra Leoa proclama a restauração da Guiné Britânica, porém sob administração da Colónia e Protetorado da Serra Leoa. Em 3 de dezembro de 1860 Stephen Hill, governador da Serra Leoa, visita Bolama e estabelece um contingente militar fixo. Em 14 de dezembro de 1861 a colónia britânica de Bolama é inaugurada.

### A arbitragem e mudança de soberania
O governo britânico concorda em submeter a questão de Bolama à arbitragem em 1868, porém foi somente em 21 de abril de 1870 que tal contenda foi resolvida por sentença arbitral do presidente norte-americano Ulysses S. Grant e que valeria o título de duque de Ávila e Bolama a António José de Ávila. Em 1 de outubro de 1870 a bandeira britânica é ariada e a portuguesa içada, sinalizando o encerramento da questão.